# 王廷諫 (順治進士)
王廷諫，字念蓼，山西省平陽府翼城縣剪桐里（今山西省翼城縣）人，清朝政治人物、進士出身。

## 生平
明崇祯六年（1633年）癸酉科山西鄉試舉人，順治三年，登進士，初授行人，分校北闈。选授兵科給事中。順治八年，任湖廣鄉試副考官。順治十月五月改禮科右給事中、十一年四月升戶科左給事中、十二年十月升陕西按察司副使、榆林中路兵备道，十七年二月升湖廣荊西道右參政。康熙三年正月，升任山東按察使。
弟王廷議，順治六年己丑進士，官浙江绍兴知府。